# Apostoł VII

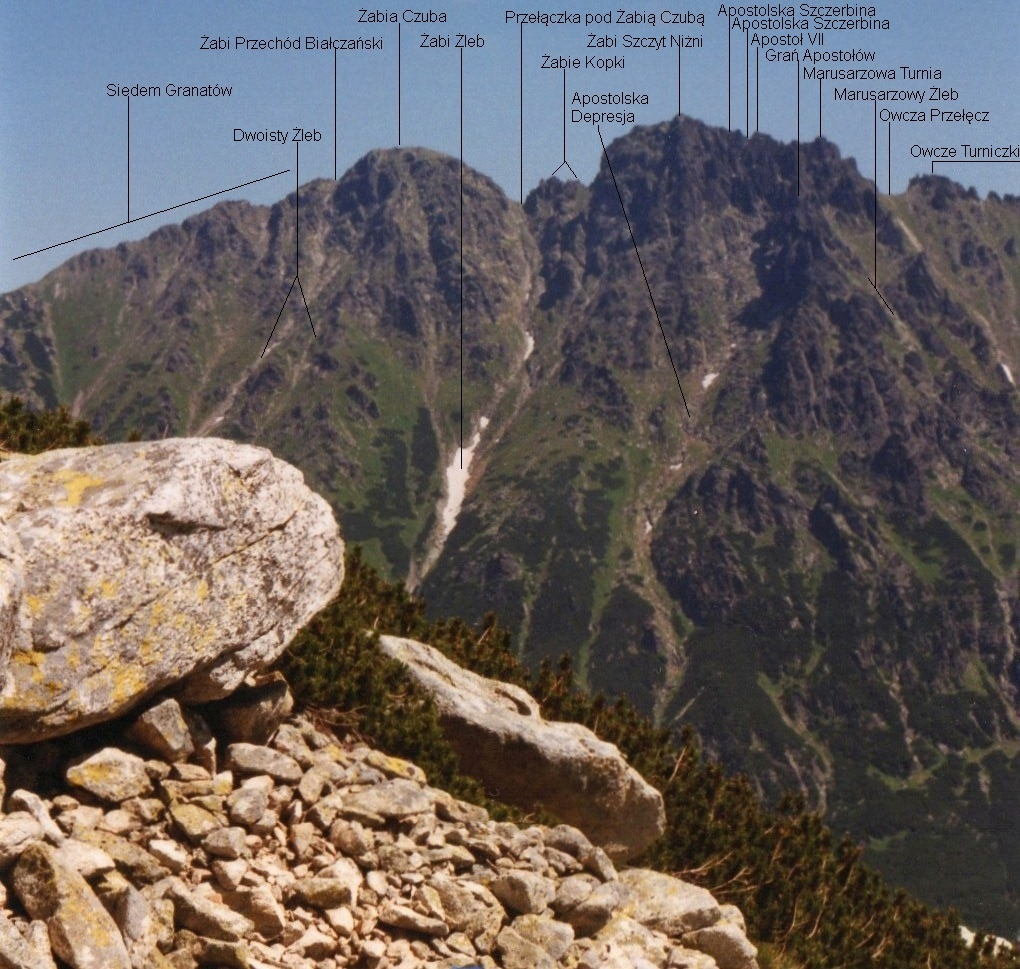
Widok z Doliny za Mnichem

Apostoł VII (niem. Apostel VII, słow. Apoštol VII, węg. Hetedik-Apostol, ok. 2080 m) – turnia w Żabiej Grani (Žabí hrebeň) w Tatrach Wysokich. Znajduje się na granicy polsko-słowackiej pomiędzy Marusarzową Przełączką (ok. 2060 m) i Apostolską Szczerbiną (ok. 2075 m). Jest zwornikiem dla odchodzącej na zachód, w stronę Morskiego Oka Grani Apostołów. Od położonego niżej Apostoła VI oddzielają go Wrótka nad Oknem (ok. 1995 m).
Apostoł VII wznosi się nad Doliną Żabią Białczańską, Marusarzowym Żlebem i Apostolską Depresją. Ma poziomą grań szczytową, z której na zachód opadają dwa wybitne żebra oddalone od siebie o około 10 m. Żebro prawe rozdziela dwie górne odnogi Marusarzowego Zlebu, żebro lewe tworzy Grań Apostołów.
Urwista ściana opadająca z Apostoła VII do Apostolskiej Depresji ma wysokość około 80 m. Z lewej strony ogranicza ją żlebek, z prawej kominek z oknem skalnym. Ścianą tą prowadzi droga wspinaczkowa. Do Doliny Żabiej Białczańskiej z Apostoła VII opada skalisto-trawiaste zbocze.

## Taternictwo
Na ścianie i żebrach Apostoła VII taternicy poprowadzili 4 drogi wspinaczkowe. Obecnie jednak rejon ten znajduje się w zamkniętym dla turystów i taterników obszarze ochrony ścisłej Tatrzańskiego Parku Narodowego i TANAP-u. Na zachodnich (polskich) zboczach Żabiej Grani taternictwo można uprawiać na południe od Białczańskiej Przełęczy.